# Sexy Lady
Ne doit pas être confondu avec Hey Sexy Lady.
Singles de Collectif Métissé
Laisse Tomber tes Problèmes
(2011) Destination Rio
(2012)
Sexy Lady est une chanson du groupe Collectif Métissé sortie sous le label USM en septembre 2011. La chanson a été écrite par Frédéric Crépin, Claude Somarriba et Gaëtan Carnasciali. Le single se classe dans le top 20 en France.

## Clip vidéo
Le clip vidéo est mis en ligne sur le site de partage YouTube le 27 septembre 2011 par le compte officiel de Collectif Métissé. D'une durée de 3 minutes et 33 secondes, la vidéo a été visionnée 1,6 million de fois.

## Classement par pays
Le single entre le 1er octobre 2011 dans le Top50 à la 98e place.
| Classement (2011) | Meilleure position |
| ----------------- | ------------------ |
| France (SNEP)     | 20                 |
| France (Club 40)  | 2                  |